# Metropolia di Minsk

Mappa della regione di Minsk.

La metropolia di Minsk (in bielorusso: Мінская мітраполія, in russo Минская митрополия?) è una provincia ecclesiastica dell'esarcato bielorusso del Patriarcato di Mosca.

## Territorio e storia
La metropolia si estende sulla Regione di Minsk e comprende le eparchie di Minsk, Barysaŭ, Maladzečna e Sluck.
Una metropolia di Minsk fu istituita una prima volta il 12 marzo 1934, ma poi fu abolita, probabilmente durante la seconda guerra mondiale. La nuova metropolia è stata istituita dal Santo Sinodo della Chiesa ortodossa russa il 23 ottobre 2014.

## Cronotassi dei metropoliti
- Paolo (Georgy Vasilyevich Ponomarev) (23 ottobre 2014 - 25 agosto 2020)
- Beniamino (Vital Ivanovich Tupeka), dal 25 agosto 2020